# 920
Évszázadok: 9. század – 10. század – 11. század
Évtizedek: 870-es évek – 880-as évek – 890-es évek – 900-as évek – 910-es évek – 920-as évek – 930-as évek – 940-es évek – 950-es évek – 960-as évek – 970-es évek
Évek: 915 – 916 – 917 – 918 –  919 – 920 – 921 – 922 – 923 – 924 – 925

## Események

### Európa
- A Bizánci Birodalomban Rómanosz Lekapénosz, a 15 éves Bíborbanszületett Konstantin apósa és régense szeptemberben felveszi a caesari rangot, decemberben pedig társcsászárrá koronáztatja magát (a protokolláris listán továbbra is Konstantin az első).
- Gislebert lotaringiai herceg fellázad Együgyű Károly nyugati frank király ellen és Madarász Henrik német királyt ismeri el urának. Károly sereggel indul Lotaringia felé, de mikor megtudja hogy Henrik is fegyverkezik, visszavonul. Henrik bizonytalan védnöki pozíciót kap Lotaringia felett.
- A nyugati frank nemesség fellázad Együgyű Király ellen és azt követelik, hogy bocsássa el kegyencét, Hagano grófot. A király erre nem hajlandó, ezért őrizet alá veszik, ahonnan csak Hervé reimsi érsek közbenjárására szabadul.
- Ricfried bataviai gróf kiűzi a vikingeket Utrechtből. Fia, Balderic (akit két évvel korábban neveztek ki utrechti püspöknek) ismét visszahelyezi a püspökség székhelyét a városba.
- A northumbriai vikingek és angolszászok, Bernicia és Strathclyde urai, valamint II. Konstantin skót király szerződést köt I. Eduárd angolszász királlyal és "atyjukká ás urukká" fogadják őt (korábban ezt vazallusi meghódolásként értelmezték, újabban csak baráti és békeszerződésként).
- A walesi Hywel Dda megalapítja Deheubarth királyságát.
- III. Abd al-Rahmán córdobai emír megtorló hadjáratot indít a határvidéket támadó II. Ordoño leóni király ellen és a valdejunquerai csatában legyőzi a leóni-navarrai egyesült sereget.

### Abbászida Kalifátus
- Al-Muktadir kalifa erősítést küld a Fátimidák által megtámadott Egyiptomba. Az abbászida flotta Alexandriánál megsemmisíti a Fátimidák teljes hajóhadát, eközben a Munisz al-Muzaffar vezette sereg megerődíti Gízát. Al-Kaim fátimida trónörökös Alexandriából elindulva kikerüli Gízát és megszállja a gazdag Fajjúm-oázist.

### Kína
- A kitan Liao-dinasztia császára, Apaocsi elrendeli a kitan írás (az ún. nagy írás, amelynek írásjegyei a kínaihoz hasonlítanak, de nem azonosak vele) kidolgozását.

## Születések
- Athoszi Szent Atanáz, bizánci szerzetes
- Dunas ben Labrat, zsidó költő, grammatikus
- Gazdag Guntram, breisgaui gróf, az első ismert Habsburg
- I. Haakon, norvég király
- IV. Lajos, nyugati frank király
- Menáhem ben Szaruk, zsidó grammatikus
- III. Reginár, hainaut-i gróf